# 真定县
真定县，中国古县名。

## 西漢
汉高祖十一年（前196年）改东垣县置，治所在今河北省石家庄市东。

## 唐朝
唐朝初徙治今正定县。

### 唐睿宗
载初元年（689年）改为中山县。

### 唐中宗
神龙元年（705年）复为真定县。历为真定国、常山郡、恒山郡及恒州、镇州、真定府及真定路治。

## 清朝

### 清世宗
雍正元年（1723年），因避雍正帝讳改名正定县。 

## 名人
南越武王趙佗生於此地。